# Сява (Тамбовская область)
Ся́ва  — деревня в Знаменском районе Тамбовской области. Входит в состав Воронцовского сельсовета.

## География
Деревня находится в центральной части Тамбовской области, в лесостепной зоне, на берегах реки Сява, на расстоянии примерно 8 км (по прямой) к северу от Знаменки, административного центра района. 

### Климат
Климат характеризуется как умеренно континентальный, относительно сухой, с тёплым летом и холодной продолжительной зимой. Среднегодовое количество осадков составляет около 550 мм, из которых большая часть выпадает в тёплый период. Снежный покров устанавливается в середине декабря и держится в течение 138 дней.

### Часовой пояс
Деревня Сява, как и вся Тамбовская область, находится в часовой зоне МСК (московское время). Смещение применяемого времени относительно UTC составляет +3:00.

## Население
| 2010 |
| ---- |
| 7    |

## Улицы
В деревне имеется одна улица — Луговая.

## Достопримечательности
В деревне расположен православный храм.